# Dubai Silicon Oasis

Dubai Silicon Oasis

Dubai Silicon Oasis (zkr. DSO) je vědeckotechnický park a zároveň zóna volného obchodu nacházející se v Dubaji ve Spojených arabských emirátech a její rozloha činí 7,2 km2. Vzorem k její stavbě byl hlavně technologický park Silicon Valley nacházející se v severní Kalifornii v USA. Tento park se orientuje především elektrotechniku. Kromě té je zde soustředěna technika a počítačový průmysl a vzdělávací zóny – univerzity, laboratoře a různé inovační firmy.
V komplexu se nacházejí i jiná zařízení, jako např. nemocnice, kliniky, rekreační zařízení a nákupní střediska.